# Landing Craft Air Cushion
Landing Craft, Air Cushion (LCAC) är en serie svävare avsedda för landstigning och andra amfibieoperationer. Svävarna är byggda av Textron Marine & Land Systems (tidigare Bell Aerospace) i New Orleans för USA:s flotta och Japans marina självförsvarsstyrkor.

## Historia
Under Vietnamkriget hade Bell licenstillverkat sju svävare av brittisk modell för patrullering och amfibieoperationer i Mekongdeltat. De var relativt små, men visade ändå på svävarens fördelar för militära operationer. Därför begärde USA:s flotta i början av 1970-talet in offerter på svävare för landstigningsoperationer. Aerojet och Bell lämnade in varsitt förslag (JEFF A respektive JEFF B), varav Bells konstruktion valdes för serieproduktion.
De första svävarna började levereras till flottan 1984, och de fick typgodkännande 1986. Den sista svävaren av totalt 91 levererades till flottan 2001. Produktionen fortsatte dock till 2003 för att färdigställa leveransen av de sex svävare som beställdes av Japan 1994. I början av 2000-talet påbörjades ett program för livstidsförlängning av 68 av de amerikanska svävarna för tjänstgöring fram till 2026 (ursprungligen planerat till 2021).

## Konstruktion
LCAC har en modulär uppbyggnad för att underlätta reparationer och underhåll. De är helt amfibiska och kan klara markhinder på upp till 1,2 meter. Främre rampen är 8,8 meter bred, medan akterrampen är 4,6 meter. Alla fyra gasturbiner används för både framdrivning och lyft. En LCAC kan fortsätta att fungera med bara två gasturbiner, fast med reducerad kapacitet.
Farkosten kan lasta mellan 60 och 75 ton och frakta den i hög fart. Ursprungligen dimensionerades den för att kunna bära två stridsvagnar av typen M60 Patton, med sedan den typen utgått ur marinkåren och ersatts av M1 Abrams kan en LCAC bara bära en stridsvagn. Annan typ av last kan vara trupper (upp till 180 soldater) och leveranser av specialvapen och -utrustning. Farkosten kan även användas till minröjning. Den har fem personers bemanning och två platser för olika typer av kulsprutor eller granatkastare.
LCAC:s kombination av fart, räckvidd och lastförmåga har gett USA:s flotta möjlighet till snabba och överraskande amfibieoperationer som de tidigare inte hade möjlighet till. Med sin svävarteknologi kan den nå 70 procent av världens havskuster, till skillnad från konventionella landstigningsfartyg som endast kan nå 15 procent av dem.

## Användning
- Japans marina självförsvarsstyrkor – 6 stycken
- USA:s flotta
  - Assault Craft Unit 4 – 18 stycken
  - Assault Craft Unit 5 – 18 stycken

### Fartyg som kan bära LCAC
| Fartygsklass         | antal LCAC |
| -------------------- | ---------- |
| Austin-klass         | 1          |
| Anchorage-klass      | 4          |
| Tarawa-klass         | 1          |
| Whidbey Island-klass | 4          |
| Wasp-klass           | 3          |
| Harpers Ferry-klass  | 2          |
| San Antonio-klass    | 2          |

## Bildgalleri
| En LCAC på väg ombord på USS Iwo Jima. |  | En LCAC med en M1 Abrams på 60 ton kör ombord. |
| En LCAC på väg ombord på USS Iwo Jima. |  | En LCAC med en M1 Abrams på 60 ton kör ombord. |